# Signe de la silhouette
Le signe de la silhouette est, en radiologie, la disparition du bord séparant deux structures lorsqu'elles sont situées dans le même plan. C'est un des signes à rechercher lors de l'analyse d'une radiographie pulmonaire montrant opacité, et qui sert à préciser sa position par rapport au cœur et aux gros vaisseaux du médiastin. Dans le cadre des tumeurs médiastinales, il permet de préciser la localisation entre le médiastin antérieur et le médiastin moyen ou postérieur. Une opacité du champ pulmonaire droit se confondant avec le massif cardiaque est de localisation lobaire moyenne.